# Llista de comtes i ducs d'Aumâle
Llista de senyors, comtes i ducs d'Aumale:

## Senyors d'Aumale
- Guerimfred (Guérinfroi), senyor abans del 996-?
- Guerimfred Aimard (Guérinfroi Aimard, fill) ?-1048
- Berta d'Aumale (filla) 1048-1052
- Hug de Ponthieu (comte Hug II de Ponthieu) 1048-1052 (casat amb Berta)
- Enguerrand I d'Aumale, II de Ponthieu, (fill) ?-1053
- Guiu, 1053 (germà), revoltat contra el duc de Normandia Guillem el Bastard (Guillem el Conqueridor), fou derrotat i va haver de renunciar a Aumale. Guillem va cedir la senyoria a Adelaia o Aelis, que era la seva pròpia germanastre, amb títol de comtessa:
- Aelis o Adelaida de Normandia (esposa) 1053-1090, casada amb Lambert de Boulogne comte de Lens 1053-1054, i amb Eudes II de Troyes i de Meaux (Odó), (1047-1066), dit també de Xampanya 1066-1069/1087, primer comte (per dret uxori)
- Adelaida II (filla) vers 1063-1087 (filla d'Enguerrand II de Ponthieu morta el 1053), nominal, es suposa que va disputar la successió a Esteve el seu germanastre, fins vers el 1087.

## Comtes d'Aumale

### Casa de Blois
- Esteve I d'Aumale 1090-1127 (fill)
- Guillem I d'Aumale el Gros 1127-1179 (comte de York, fill)
- Agnès d'Aumale 1179- mort abans del 1194) regent (filla d'Esteve I)
  - Adam de Brus o de Bruce 1179-1194 (casat amb Agnès) (+1196)
- Havisa d'Aumale 1179-1194 (filla de Guillem d'Aumale) (+1214)
- Guillem II de Mandeville 1179-1189 (casat amb Havisa)
- Guillem III dels Forts 1190-1195 (casat amb Havisa)
- Balduí de Béthune 1195-1196 (casat amb Havisa) (comte titular d'Aumale -a França- des de 1196, conserva però els dominis a Anglaterra)
- Confiscat i incorporat a la corona de França 1194-1204

### Casa de Dammartin
El comtat fou donat el 1204 pel rei de França a Renald de Dammartin, comte de Dammartin (fill df'Alberic II de Dammartin i Matilde de Clermont)
- Renald I de Dammartin 1204-1206
- Simó de Dammartin 1206-1214 (+1239) (germà de Renald, i fill del comte Alberic II de Dammartin)
- Confiscat per la corona francesa 1216-1216 (de fet fins després del 1220)
- Mafalda de Dammartin (filla de Renald. comtessa de Boulogne i Dammartin) 1214-1239 (+1259) regent 1220-1239
- Felip Hurepel 1220-1234 (fill de Felip II August de França, casat amb Mafalda, i des de 1218 comte de Clermont i des de 1223 comte de Mortain
- Joana de Dammartin, sota regència 1220-1239, comtessa 1239-1279 (filla de Simó)
- Ferran el Sant de Castella 1239-1252 (casat el 1237 amb Joana) (rei Ferran III de Castella el Sant)

### Dinastia de Castella
- Ferran de Castella-Aumale (Ferran II d'Aumale) 1252-1260 (fill de Joana i de Ferran III)
- Joan I de Castella-Aumale 1260-1302 (filln)
- Joan II de Castella-Aumale 1302-1343 (fill)
- Blanca d'Aumale 1343-1387 (filla)
- Joan III (V d'Harcourt) 1343-1355, comte d'Harcourt i baró d'Elbeuf (casat amb Blanca)

### Casa d'Harcourt
- Joan IV (VI d'Harcourt) 1355-1389 (fill)
- Joan V (VII d'Harcourt) 1389-1452 (fill)
- Joan VI (VIII d'Harcourt) del 1396 a la seva mort el 1424 va portar el títol de comte d'Aumale
- Maria d'Harcourt (filla de Joan V) 1452-1476
- Antoni de Vaudémont (comte de Vaudemont) 1452-1458 (casat amb Maria)

### Casa de Lorena-Vaudemont
- Joan VIII d'Harcourt-Lorena (fill d'Antoni) 1458-1472

### Casa de Lorena
- Renat II de Lorena (oncle), duc de Lorena 1472-1508
- Claudi de Lorena, duc de Guisa (fill) 1508-1550, el 1547 el comtat és erigit en ducat, per la qual cosa Claudi fou comte fins al 1547 i després duc fins al 1550.

## Ducs d'Aumale

### Casa de Lorena-Guisa
- Claudi de Lorena-Guisa, duc d'Aumale (fill de Claudi I) 1550-1573,
- Carles de Lorena-Guisa, primer duc Carles d'Aumale (fill) 1573-1595
- Confiscat pel rei de França 1595-1618
- Anna de Lorena (filla de Carles I) 1618-1638 (comtessa de Maulevrier)
- Enric I de Savoia-Nemours duc d'Aumale i Nemours 1631-1632 (casat amb Anna)

### Casa de Savoia
- Lluís I de Savoia-Nemours duc d'Aumale i Nemours (fill) 1638-1641 (duc de Nemours 1632-1641)
- Carles Amadeu de Savoia-Nemours duc d'Aumale i Nemours (germà) 1641-1652
- Enric II de Savoia-Nemours duc d'Aumale i Nemours i arquebisbe de Reims 1652-1659
- Maria Joana de Savoia-Nemours (filla de Carles Amadeu de Savoia-Nemours) 1659-1686 (duquessa de Nemours 1659-1675)

### Branques legitimades de la casa de Borbó
Maria Joana de Savoia va vendre el ducat a Lluís August de Borbó, duc del Maine, bastard legitimat del rei Lluís XIV de França i de Madam de Montespan.
- Lluís August de Borbó, duc del Maine (1670-1736), 1686-1736
- Carles de Borbó (1704-1708), fill, rebé el títol de duc d'Aumale del seu naixement el 1704 a la seva mort el 1708
- Lluís Carles de Borbó (1701-1775), germà 1736-1775
- Lluís Joan Maria de Borbó (1701-1775), duc de Penthièvre, cosí germà (fill de Lluís Alexandre de Borbó, comte de Tolosa 1775-1793 (des de 1789 només el títol)
- Lluïsa Maria Adelaïda de Borbó (1753-1821), filla 1793-1821 (només el títol)
  - Lluís Felip d'Orléans (futur rei Lluís Felip I, conegu com Felip Igualtat) va heretar el títol el 1821 però no el va portar i el rei Lluís XVIII de França al va donar el 1822 al cinquè fill mascle de Lluís Felip, Enric d'Orléans.
- Enric d'Orléans (1822-1897) (fill)